# Bobojach
Bobojach ist eine Fraktion der Gemeinde Prägraten am Großvenediger. Die Ortschaft liegt im Virgental und wurde am 1. Jänner 2024 von 94 Menschen bewohnt.

## Geographie
Bobojach liegt rund zwei Kilometer östlich des Ortszentrums von Prägraten (Fraktion Sankt Andrä) in einer Höhe von 1.269 Metern. Die Fraktion besteht aus einem kompakten Dorfkern und mehreren Einzelhöfen (Haufendorf), wobei der Dorfkern direkt an der Virgentalstraße (L24) und nahe der südlich verlaufenden Isel liegt. Zudem zählt die Streusiedlung Stein mit den Bauernhöfen Ober- und Untersteiner zu Bobojach. Der höchstgelegene Einzelhof ist der nördlich des Dorfkerns befindliche Hof Obersteiner in einer Höhe von 1.463 Metern. Die Virgentalstraße verbindet Bobojach mit der nahegelegenen Fraktion Wallhorn sowie mit St. Andrä.

## Geschichte
Bobojach wurde 1299 erstmals urkundlich als Pobeyach im Urbar der Görzer Grafen genannt. Es bestand zu dieser Zeit aus sechs Gütern, die insgesamt fünf Huben umfassten. 1545 war es in der Rotte am Pabeyach bereits zu einigen Hofteilungen gekommen, sodass nun bereits mehrere Güter in der Größe von Viertelhuben bestanden.
Bobojach bestand 1869 aus 17 Häusern, in denen 102 Menschen lebten, wobei die Schreibweise der Fraktion zu dieser Zeit Woiwojach lautete. In den folgenden 150 Jahren änderte sich die Bevölkerungszahl kaum. 1957 lebten 113 Menschen in Bobojach, 1973 waren es 128. Danach sanken die Einwohnerzahlen bis 2001 wieder auf 103 Einwohner ab.

## Bauwerke
Die Josefskapelle liegt inmitten des eng verbauten Ortskern von Bobojach und wurde 1760 anstelle des 1743 niedergebrannten „Knappenhäusl“ errichtet. Die Weihe fand 1762 statt, 1803 folgte der Anbau des Turms. In den Jahren 1969 und 1970 wurde die Kapelle renoviert. Die Dreifaltigkeitskapelle, auch Stoanakapelle genannt, befindet sich beim Steinerhof und wurde vermutlich im 17. Jahrhundert anstelle einer früheren Kapelle errichtet.